# Anton Haj
Anton Anatolijowycz Haj, ukr. Антон Анатолійович Гай (ur. 25 lutego 1986 w Zaporożu) – ukraiński piłkarz, grający na pozycji pomocnika.

## Kariera piłkarska

### Kariera klubowa
Wychowanek SDJuSzOR Metałurh Zaporoże, barwy którego bronił w juniorskich mistrzostwach Ukrainy (DJuFL). Karierę piłkarską rozpoczął w również w składzie Metałurha. Najpierw występował w drugiej drużynie, a 10 czerwca 2007 debiutował w podstawowej jedenastce w Wyższej lidze. W następnym meczu z Szachtarem Donieck (2:0) wystąpił przeciwko swojemu bratu Ołeksija i strzelił jednego gola. W październiku 2009 jako wolny agent przeszedł do Illicziwca Mariupol. Ale już w marcu 2010 powrócił do Metałurha Zaporoże. Latem 2010 zasilił skład zespołu Feniks-Illiczoweć Kalinine, a po jego rozformowaniu w końcu 2010 przeniósł się do białoruskiego Dniapra Mohylew. Latem 2011 zmienił klub na azerski FK Kapaz Gəncə.

### Kariera reprezentacyjna
Występował w reprezentacji U-16 oraz U-19.